# Xerophyta splendens
Xerophyta splendens är en enhjärtbladig växtart som först beskrevs av Alfred Barton Rendle, och fick sitt nu gällande namn av Nanuza Luiza de Menezes. Xerophyta splendens ingår i släktet Xerophyta och familjen Velloziaceae. Inga underarter finns listade.